# Куропась Степан
Степан Куропась (англ. Stepan Kuropas; 1 жовтня 1900, Селиська Перемишлянський повіт, Австро-Угорщина — 11 серпня 2001, Чикаго, США) — український громадський діяч у США, мемуарист. Батько Мирона Куропася.

## Біографія
Народився 1 жовтня 1900 року в селі Селиська Перемишлянського повіту. Здобув гімназичну освіту в Перемишлі. Воював у лавах УГА. Після поразки тодішнього етапу національно-визвольних змагань емігрував до Чехословаччини, здобув агрономічну освіту у Празі (1920—1924). Служив у польському війську. У 1927 році переїхав до США, спочатку мешкав у місті Грендж-Репідс, з 1931 року — в Чикаго. Брав активну участь у діяльності націоналістичних організацій. Редагував журнал «Самостійна Україна». Помер 11 серпня 2001 року у Чикаго. Похований на цвинтарі святого Миколая.

## Творчість
- Спогади з України й 60 років в Америці (1988).
- Афера о.Олексія Пилипенка (1987)